# Intergalactic: The Heretic Prophet
Intergalactic: The Heretic Prophet es un próximo videojuego de acción-aventura desarrollado por Naughty Dog y distribuido por Sony Interactive Entertainment para PlayStation 5. Ambientado miles de años en el futuro, sigue a la cazarrecompensas Jordan A. Mun (Tati Gabrielle), la cual está atrapada en un planeta remoto buscando un sindicato del crimen.

## Premisa
Intergalactic The Heretic Prophet es un juego de acción-aventura ambientado miles de años en el futuro, en un universo alternativo donde los viajes espaciales ya existían en 1986. La cazarrecompensas Jordan A. Mun queda atrapada tras aterrizar en el remoto planeta Sempiria, mientras busca el sindicato del crimen Five Aces. Durante más de 600 años, Sempiria ha sido aislado del contacto exterior y nadie ha sido capaz de abandonarlo. En su búsqueda por escapar, Jordan lucha contra robots hostiles espadachines.

## Desarrollo
Intergalactic: The Heretic Prophet está en desarrollo por Naughty Dog para PlayStation 5. El desarrollo comenzó en 2020 tras el lanzamiento del juego anterior de Naughty Dog, The Last of Us Part II. Más de 250 empleados de Naughty Dog están trabajando en el juego. Neil Druckmann lidera el desarrollo como director creativo y guionista, junto con los directores Matthew Gallant y Kurt Margenau. La banda sonora está compuesta por Trent Reznor y Atticus Ross.
Druckmann reveló que estaba trabajando en un juego nuevo en el Summer Game Fest en junio de 2022, afirmando más tarde que estaba reuniendo una sala de escritores para estructurar el proyecto "más parecido a una serie de televisión" que los títulos anteriores de Naughty Dog. Sony Interactive Entertainment registró el título en febrero de 2024. Intergalactic es la primera historia original creada por Naughty Dog desde The Last of Us (2013), y previsto para crear una nueva franquicia del estudio.
Según Druckman, la historia explora "qué ocurre cuando pones tu fe en diferentes instituciones". Se centra en una religión ficticia e incluye elementos de ciencia ficción, tomando inspiración de animes como Akira (1988) y Cowboy Bebop (1998). Tati Gabrielle interpreta a Jordan, tras destacar su participación durante el proceso de selección, comparando su audición con Ashley Johnson, actriz de Ellie en The Last of Us. Gabrielle actuó en la película Uncharted (2022) y la segunda temporada de The Last of Us (2025); ambas adaptaciones de franquicias de Naughty Dog. Halley Gross interpreta a AJ, agente de Jordan. Los miembros de Five Aces incluyen a Colin Graves (interpretado por Kumail Nanjiani) y un miembro sin nombre interpretado por Tony Dalton. Troy Baker también forma parte del reparto, cumpliendo un papel no revelado aún.

## Promoción
Naughty Dog reveló el juego en el Game Awards del 12 de diciembre de 2024, junto con su primer trailer. Este incluye múltiples elementos de la cultura popular; suena la canción "It's a Sin" de la banda The Pet Shop Boys; Jordan ve anime en una televisión, escuchando música de los años 80 en un reproductor de CDs de Sony; vuela en una nave de la marca Porsche y viste zapatillas Adidas.